# Jou Čchüan
Jou Čchüan (čínsky pchin-jinem Yóu Quán, znaky zjednodušené 尤权; * 23. ledna 1954) je bývalý čínský komunistický politik, tajemník sekretariátu a vedoucí oddělení jednotné fronty ÚV KS Číny (obojí 2017–2022). Předtím řídil fuťienskou provinční organizaci Komunistické strany Číny (2012–2017) a působil jako zástupce generálního sekretáře státní rady (2000–2006 a 2008–2012) a předseda Státní komise pro regulaci elektrické energie (2006–2008). Od roku 2007 byl členem širšího vedení KS Číny jako kandidát (2007–2012) a člen (2012–2022) ústředního výboru. V mládí sedm let sloužil ve stavebních jednotkách Čínské lidové osvobozenecké armády, po studiích národohospodářského plánování na vysoké škole od roku 1988 pracoval v úřadu generálního sekretáře státní rady.

## Život
Jou Čchüan se narodil 23. ledna 1954 v Pekingu. V letech 1969–1976 sloužil jako vojín a instruktor roty ve stavebních sborech Čínské lidové osvobozenecké armády v provincii Chej-lung-ťiang, přitom roku 1973 vstoupil do Komunistické strany Číny. Poté pracoval v administrativě Pekingského závodu na obráběcí stroje č. 1. V letech 1980–1987 studoval národohospodářské plánování na Čínské lidové univerzitě, poté na ní rok učil. Od roku 1988 byl zaměstnán v úřadu generálního sekretáře státní rady, od roku 2000 jako zástupce generálního sekretáře.
Roku 2006 byl jmenován předsedou Státní komise pro regulaci elektrické energie. Na závěr XVII. sjezdu KS Číny v říjnu 2007 byl zvolen kandidátem ústředního výboru. V letech 2008–2012 vykonával funkci zástupce generálního sekretáře státní rady (pro běžnou práci). Na závěr XVIII. sjezdu KS Číny v listopadu 2012 ho delegáti sjezdu zvolili členem ústředního výboru (znovuzvolen 2017) a v prosinci 2012 byl zvolen tajemníkem fuťienského provinčního výboru KS Číny (do října 2017), současně od února 2013 do ledna 2018 předsedal fuťienskému provinčnímu lidovému shromáždění, obě funkce převzal od Sun Čchun-lan.
Na závěr XIX. sjezdu KS Číny v říjnu 2017 byl zvolen tajemníkem sekretariátu a v listopadu 2017 jmenován vedoucím oddělení jednotné fronty ÚV KS Číny namísto Sun Čchun-lan.
Na XI. sjezdu KS Číny v říjnu 2022 kvůli vysokému věku (68 let) již nekandidoval do ústředního výboru ani sekretariátu; vedení oddělení jednotné fronty předal Š’ Tchaj-fengovi a odešel do důchodu.